# Potzehne
Potzehne ist ein Ortsteil der gleichnamigen Ortschaft der Hansestadt Gardelegen im Altmarkkreis Salzwedel in Sachsen-Anhalt, Deutschland.

## Geografie

### Lage
Potzehne, ein Straßendorf mit Kirche, liegt etwa acht Kilometer nordöstlich von Calvörde in der Colbitz-Letzlinger Heide in der Altmark sowie rund zwölf Kilometer südwestlich der Gardelegener Altstadt. Im Osten fließt der Brückengraben nach Süden. Im Westen der Bauerngraben Jeseritz. Im Süden liegt der etwa 62 Meter Rübenberg.

### Ortschaftsgliederung
Zur Ortschaft Potzehne gehört neben Potzehne der Ortsteil Parleib.

### Getreideanbau
Den Hauptanteil der Landwirtschaft macht der Getreideanbau aus, insbesondere von Weichweizen und Triticalen.

## Geschichte

### Mittelalter bis Neuzeit
Potzehne war ursprünglich ein Rundplatzdorf, das später zu einem Straßendorf erweitert wurde.
Erstmals erwähnt wurde das Dorf im Jahre 1458 als Putzene. 1554 wurde es Pozehn genannt und bereits 1687 trug es den Namen Potzehne. Der Historiker Rohrlach wies darauf hin, dass die Zuordnung der Belege ville putgoriz, potgorizi von 1135 zu Potzehne durch Hermes und Weigelt nicht begründet ist.
Bei der Bodenreform wurden 1945 wurden 227 Hektar enteignet und aufgeteilt an einen landarmen Bauern, sieben landlose Bauern und fünf Umsiedler. Im Jahre 1959 entstand die erste Landwirtschaftliche Produktionsgenossenschaft vom Typ III, die LPG „Einheit“.

### Eingemeindungen
Ursprünglich gehörte das Dorf zum Salzwedelischen Kreis der Mark Brandenburg in der Altmark. Zwischen 1807 und 1810 lag es im Stadtkanton Gardelegen auf dem Territorium des napoleonischen Königreichs Westphalen. Ab 1816 gehörte die Gemeinde zum Kreis Gardelegen, dem späteren Landkreis Gardelegen.
Am 20. Juli 1950 wurde die bis dahin eigenständige Gemeinde Parleib eingemeindet.
Ab dem 25. August 1952 gehörte die Gemeinde Potzehne zum Kreis Gardelegen. Seit dem 1. Juli 1994 gehört Potzehne zum Altmarkkreis Salzwedel.
Durch einen Gebietsänderungsvertrag beschloss der Gemeinderat der Gemeinde Potzehne am 20. Mai 2009, dass die Gemeinde Potzehne in die Hansestadt Gardelegen eingemeindet wird. Dieser Vertrag wurde vom Landkreis als unterer Kommunalaufsichtsbehörde genehmigt und trat am 1. Januar 2010 in Kraft.
Nach Eingemeindung der bisher selbstständigen Gemeinde Potzehne wurden Potzehne und Parleib Ortsteile der Hansestadt Gardelegen. Für die eingemeindete Gemeinde wurde die Ortschaftsverfassung nach den §§ 86 ff. Gemeindeordnung Sachsen-Anhalt eingeführt. Die eingemeindete Gemeinde Potzehne und künftigen Ortsteile Potzehne und Parleib wurden zur Ortschaft der aufnehmenden Hansestadt Gardelegen. In der eingemeindeten Gemeinde und nunmehrigen Ortschaft Potzehne wurde ein Ortschaftsrat mit sieben Mitgliedern einschließlich Ortsbürgermeister gebildet.

### Einwohnerentwicklung
| Jahr | Einwohner |
| ---- | --------- |
| 1734 | 072       |
| 1774 | 112       |
| 1789 | 122       |
| 1798 | 128       |
| 1801 | 128       |
| 1818 | 121       |

| Jahr | Einwohner |
| ---- | --------- |
| 1840 | 200       |
| 1864 | 204       |
| 1871 | 229       |
| 1885 | 236       |
| 1892 | [0]246    |
| 1895 | 245       |

| Jahr | Einwohner |
| ---- | --------- |
| 1900 | [0]233    |
| 1905 | 228       |
| 1910 | [0]227    |
| 1925 | 218       |
| 1939 | 211       |
| 1946 | 359       |

| Jahr | Einwohner |
| ---- | --------- |
| 1964 | 350       |
| 1971 | 338       |
| 1981 | 316       |
| 1991 | 311       |
| 2006 | 275       |
| 2012 | [00]190   |

| Jahr | Einwohner |
| ---- | --------- |
| 2016 | 176       |
| 2021 | [0]169    |
| 2022 | [0]181    |

Quelle, wenn nicht angegeben, bis 1981:

## Religionen
Die evangelische Kirchengemeinde Potzehne gehörte früher zur Pfarrei Berge und ab 1910 zu Solpke. Im Jahr 2002 wurde sie mit Jerchel, Sachau und Wernitz zur Kirchengemeinde Solpke vereinigt. Heute wird die Gemeinde betreut vom Pfarrbereich Letzlingen im Kirchenkreis Salzwedel im Propstsprengel Stendal-Magdeburg der Evangelischen Kirche in Mitteldeutschland.
Die katholischen Christen gehören zur Pfarrei St. Hildegard in Gardelegen im Dekanat Stendal im Bistum Magdeburg.

## Politik

### Ortsbürgermeister
Ortsbürgermeister der Ortschaft Potzehne ist Harald Rolletschek.
Der letzte Bürgermeister der Gemeinde war Peter Ludwig Kapahnke.

### Ortschaftsrat
Bei der Ortschaftsratswahl am 26. Mai 2019 waren 6 Sitze zu besetzen. Von den 7 angetretenen Einzelbewerbern wurden die 6 gewählt, die die meisten Stimmen erhalten hatten.

### Wappen

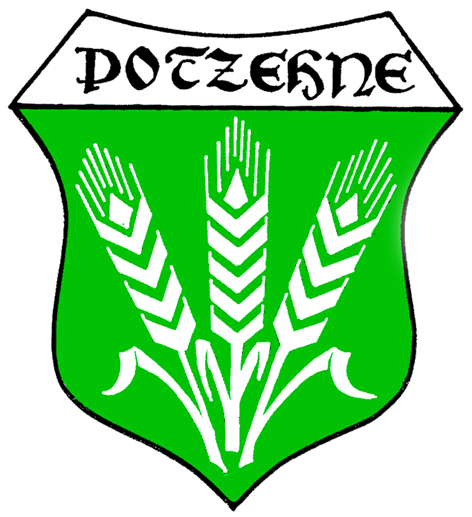
Wappen zu DDR-Zeiten

Blasonierung: „In Grün drei silberne Ähren mit Grannen.“
Das Wappen wurde 1996 vom Magdeburger Kommunalheraldiker Jörg Mantzsch gestaltet und ins Genehmigungsverfahren geführt. Er griff zurück auf einen zu DDR-Zeiten vom Dorfklub der Gemeinde entworfenen Wappenvorschlag und überarbeitete diesen nach heraldischen Regeln und Gepflogenheiten. Weiterhin soll es auf den regionalen Getreideanbau hinweisen.

## Kultur und Sehenswürdigkeiten
- Die evangelische Dorfkirche Potzehne ist ein Fachwerkbau aus dem Jahre 1748 mit quadratischem Westturm, der teilweise in das Schiff einspringt.[18]
- Der Ortsfriedhof liegt etwa 500 Meter südlich des Dorfes.

### Veranstaltungen
Gemeinsam mit dem Ortsteil Roxförde veranstaltet Potzehne alljährlich im August das überregional bekannte Getreideerntefest mit der traditionellen Wahl der Getreidekönigin.